# Richard Hooper Pough
Richard Hooper Pough est un ornithologue, un écrivain et un protecteur de la nature américain, né le 19 avril 1904 et mort le 24 juin 2003 des suites d’un cancer du cerveau.

## Biographie
Durant la Grande Dépression, il visite Hawk Mountain, dans les Appalaches, où des chasseurs peuvent tirer des autours des palombes pour cinq dollars par individu. Les photos qu’il réalise des scènes de chasse contribue à protéger le site.
Pough travaille pour la Société nationale Audubon de 1936 à 1948 et fait paraître des guides illustrés très populaires. Il participe à la création de The Nature Conservancy en 1951. Il dirige également le département consacrée à l’écologie de l’American Museum of Natural History.

## Source
- (en) Blog of Death